# Symphonie no 4 de Tippett
Pour les articles homonymes, voir Symphonie no 4.
La Symphonie no 4 est une symphonie du compositeur britannique Michael Tippett. Composée en 1977, elle a été créée par l'Orchestre symphonique de Chicago le 6 octobre 1977 à Chicago sous la direction de Sir Georg Solti. Elle est dédiée à son ami et biographe Ian Kemp.

## Analyse de l'œuvre
Elle est écrite en un seul mouvement divisé en sept sections
1. Introduction et exposition
2. Développement 1
3. Mouvement lent
4. Développement 2
5. Scherzo et trios
6. Développement 3
7. Récapitulation

Sur le plan de la forme, elle combine les formes sonate et fantaisie, ainsi que celle du poème symphonique.
Stylistiquement, la Quatrième Symphonie réunit toutes les tendances antérieures stylistiques dans l'œuvre de Tippett : le contrepoint et le lyrisme délicat de sa première période créatrice, le côté angulaire et le modernisme exacerbé de sa deuxième période, créant ainsi une troisième et dernière période. Tippett reprend l'ouverture de cette symphonie dans sa Sonate pour piano no 4.

## Instrumentation
La symphonie de Tippett exige un grand orchestre comprenant : 
| Instrumentation de la quatrième symphonie |
| Cordes |
| premiers violons, seconds violons, altos, violoncelles, contrebasses                                                                                                   |
| harpe |
| Clavier |
| piano |
| Bois |
| 2 flûtes, les 2 jouant du piccolo, 2 hautbois, 1 cor anglais, 2 clarinettes, 1 clarinette basse, 2 bassons, 1 contrebasson                                             |
| Cuivres |
| 6 cors, 3 trompettes, 3 trombones, 2 tubas |
| Percussions (4 percussionnistes) |
| timbales, caisse claire, tambour, grosse caisse, wood-block, triangle, xylophone, marimba, vibraphone, glockenspiel, carillon tubulaire, maracas, claves, wind machine |